# والتر سی. مای‌کرافت
والتر سی. مای‌کرافت (انگلیسی: Walter C. Mycroft؛ ۱۸۹۰ – ۱۴ ژوئن ۱۹۵۹) یک نویسنده، تهیه‌کننده و کارگردان اهل بریتانیا بود. 
وی فیلم‌نامه‌نویس فیلم‌هایی همچون قتل! و شامپاین بوده است.